# 诺沃塞利察 (舍佩蒂夫卡区)
50°4′22″N 27°31′30″E / 50.07278°N 27.52500°E

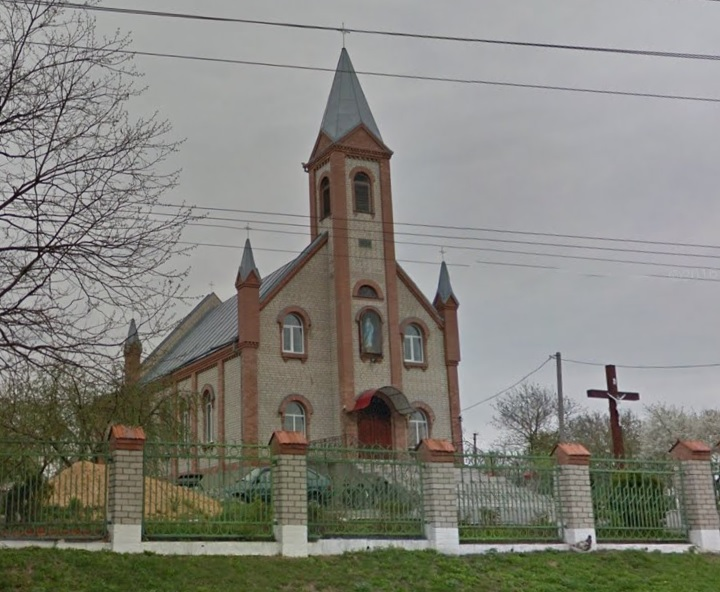
教堂

诺沃塞利察（烏克蘭語：Новоселиця），是烏克蘭的村落，位於該國西部赫梅利尼茨基州，由舍佩蒂夫卡區波隆内市镇負責管轄，面積5.36平方公里，海拔高度235米，2020年人口3,098，人口密度每平方公里624.4人。